# ベネトン・B188
ベネトン・B188 (Benetton B188) は、ベネトン・フォーミュラが1988年のF1世界選手権参戦用に開発したフォーミュラ1カー。ロリー・バーンを責任者として設計され、1988年シーズンと1989年シーズンに使用された。

## 概要

### 1988年シーズン
F1では1988年いっぱいでターボエンジンが禁止され、1989年からは自然吸気エンジンのみで争われることになっていた。ベネトンはエンジンを製作するコスワースの希望により1年早く自然吸気エンジンを搭載することとし、DFZの改良モデルとなるDFRを搭載した。このエンジンは1988年シーズン、ベネトンだけに独占供給された。
B187から引き続いてエンジンエアインテークがコクピットサイドのサイドポンツーン上に設置されている。また、大型で1枚構造の左右フロントウイングと、その大型ウイングを支持するため翼端板付近からノーズとの間にワイヤーが渡される構造、コクピットまで細身のラインで構成されるフロントノーズもB187から引き継がれた。B188ではこのノーズからフロントウィングを支持しているワイヤーが決勝レース中に一度切れてしまった事があり、この時乗っていたナニーニは「片方だけワイヤー支持を失うと左右のマシンバランスとハンドリングが全く違ってしまうので、コースアウトしないようにするのがやっとだった。」と影響を述べている。
トランスミッションは、当時としては珍しくエンジンと後輪車軸の間に搭載され、重量バランスと空力の改善に貢献した。ロリー・バーンがB188でB187と大きく変えた点はフロントダンパーの設置方法で、前型ではノーズ上面、ドライバーの足の上に左右ダンパーをオフセット配置しプッシュロッドで動かす特殊な配置を採用したが、B188ではこの年からのレギュレーション変更でドライバーの足が前輪車軸より後方に位置することを義務付けられ、フロント車軸より前が従来より前後方向に長くなることを利用し、ノーズ下部のドライバーの足より前方へとダンパー位置を変更し、プルロッドで動かすシンプルな構造にされた。第11戦ベルギーGPからはフロントダンパーの取り付け角度に小変更が加えられた。
B188は215リッターの燃料タンクを装備しており、これはターボ勢よりも4割以上、65リッターも多くの燃料が入るタンクだった。決勝成績ではブーツェンが5回、ナニーニも2回の3位表彰台とファステストラップ1回（ドイツGP）を獲得し、B188はベネトンにチーム最高成績更新となるコンストラクターズ・ランキング3位をもたらした。これはNAエンジン搭載チームでは最上位であった。

### 1989年シーズン
1989年は、新車の完成が予定より遅れたため第8戦イギリスGPまでB188が持ち込まれた。開幕戦ブラジルGPでは新人ジョニー・ハーバートが2位争いに加わる走りを見せての4位入賞、第2戦サンマリノではナニーニがB188で3位表彰台を獲得した。しかしこのサンマリノGP以降他チームの89年用新車導入が進むと、1年NA化を先行していたB188の有利性は薄まり、最低規定重量より35kg重いマシンであるという車重がネックとなっていた。ナニーニも「中速コーナーでのアンダーステアがひどくなっている。新しいエンジンを積んだ新車（B189）じゃないともう厳しい。」とのコメントを残すようになっていた。第5戦アメリカGPでは市街地コースでナニーニが「今日はQタイヤとマシンの性能を完全に引き出せた」という好走を見せ予選3位を獲得。これがB188にとって最後の輝きとなった。
第6戦カナダGPでB188は予選から苦しみ、ナニーニが13位、ハーバート28位に沈んだ。第7戦フランスGPからチームに加入し、B188にとって最後のドライバーとなったエマニュエル・ピロは「B188はエンジン面で旧型となっていたので、89年ではストレートの遅さが致命的で、パワー不足だった。前車のスリップストリームを使うのも難しかったし、最終ラップではそれほど速いクルマじゃないと思っていたV8エンジンのロータス（ピケ）にあっさりストレートで抜かれてしまった」と述べ、DFRエンジンのパワー不足を訴えた。
1989年用のマシンであり、完全新設計のフォード・コスワース・HBエンジンを搭載するB189が第7戦フランスGPから順次投入され、第9戦以降は全てB189が使用された。

## スペック

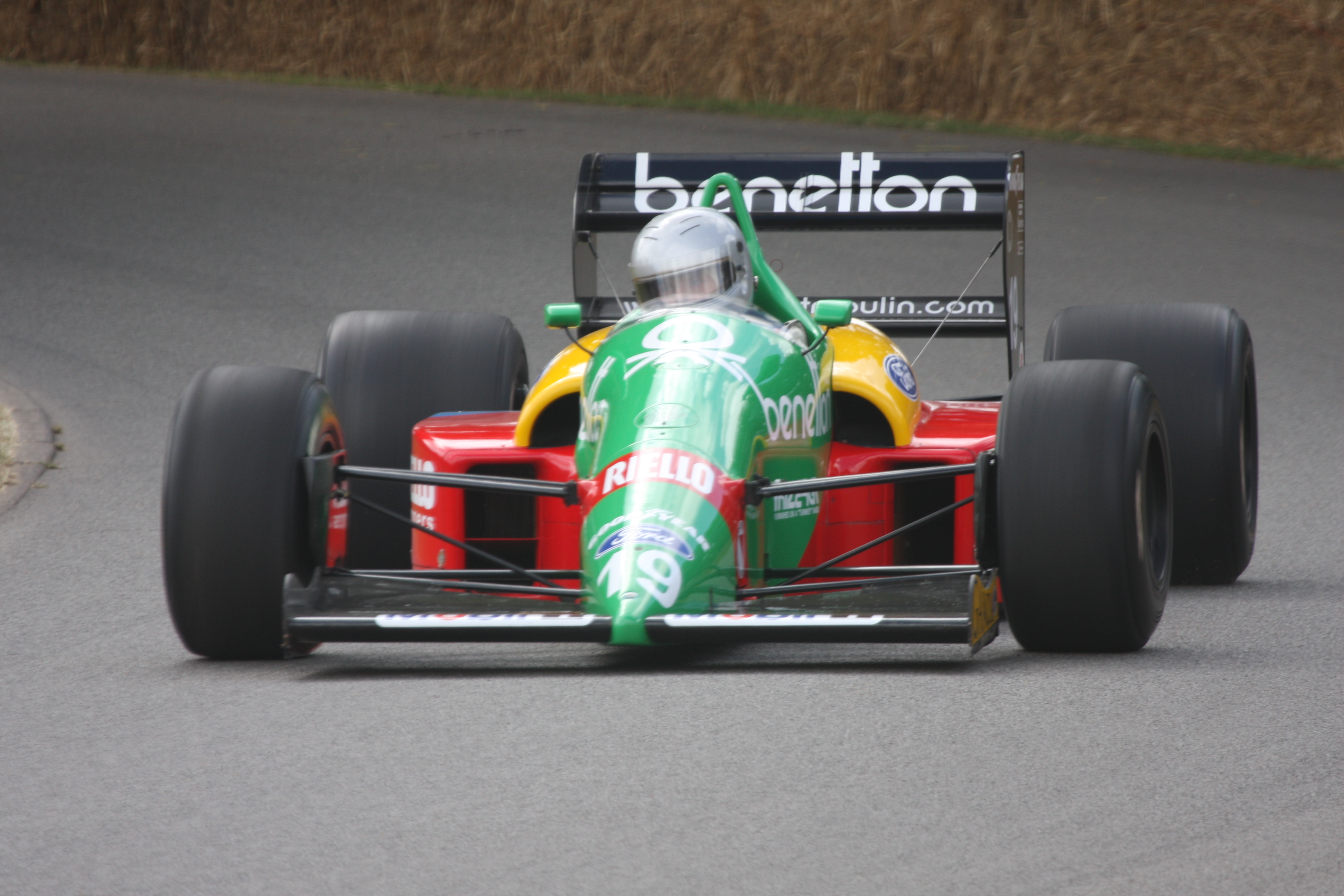
B188（2009年グッドウッド・フェスティバル・オブ・スピード）

### シャーシ
- シャーシ名 B188
- ホイールベース 2,692mm
- 前トレッド 1,816mm
- 後トレッド 1,682mm
- クラッチ AP
- ブレーキキャリパー AP
- ブレーキディスク・パッド AP
- タイヤ グッドイヤー
- ギヤボックス 6速
- 燃料タンク ATL製215L

### エンジン
- エンジン名 コスワース・DFR
- 気筒数・角度 V型8気筒・90度
- 排気量 3,500cc
- スパークプラグ チャンピオン
- 燃料・潤滑油 モービル
- イグニッション ルーカス
- インジェクション フォードEED

## シャーシ履歴
B188は8台が製造された。

## 成績
| 年   | マシン | No. | ドライバー | 1            | 2              | 3          | 4            | 5          | 6                  | 7            | 8            | 9          | 10             | 11           | 12           | 13             | 14           | 15                         | 16                 | ポイント | ランキング |
| ---- | ------ | --- | ---------- | ------------ | -------------- | ---------- | ------------ | ---------- | ------------------ | ------------ | ------------ | ---------- | -------------- | ------------ | ------------ | -------------- | ------------ | -------------------------- | ------------------ | -------- | ---------- |
| 1988 | B188   |     |            | ブラジルの旗 | サンマリノの旗 | モナコの旗 | メキシコの旗 | カナダの旗 | アメリカ合衆国の旗 | フランスの旗 | イギリスの旗 | ドイツの旗 | ハンガリーの旗 | ベルギーの旗 | イタリアの旗 | ポルトガルの旗 | スペインの旗 | 1988年日本グランプリ (4輪) | オーストラリアの旗 | 39       | 3位        |
| 1988 | B188   | 19  | ナニーニ   | Ret          | 6              | Ret        | 7            | Ret        | Ret                | 6            | 3            | 18         | Ret            | DSQ          | 9            | Ret            | 3            | 5                          | Ret                | 39       | 3位        |
| 1988 | B188   | 20  | ブーツェン | 7            | 4              | 8          | 8            | 3          | 3                  | Ret          | Ret          | 6          | 3              | DSQ          | 6            | 3              | 9            | 3                          | 5                  | 39       | 3位        |

- 斜字はファステストラップ。
- ベルギーGPは3位と4位でゴールしていたが、シーズン終了後の11月に燃料規定違反による失格判定が発表されリザルトから除外された。

| 年   | マシン | No. | ドライバー | 1            | 2              | 3          | 4            | 5                  | 6          | 7            | 8            | 9          | 10             | 11           | 12           | 13             | 14           | 15                         | 16                 | ポイント | ランキング |
| ---- | ------ | --- | ---------- | ------------ | -------------- | ---------- | ------------ | ------------------ | ---------- | ------------ | ------------ | ---------- | -------------- | ------------ | ------------ | -------------- | ------------ | -------------------------- | ------------------ | -------- | ---------- |
| 1989 | B188   |     |            | ブラジルの旗 | サンマリノの旗 | モナコの旗 | メキシコの旗 | アメリカ合衆国の旗 | カナダの旗 | フランスの旗 | イギリスの旗 | ドイツの旗 | ハンガリーの旗 | ベルギーの旗 | イタリアの旗 | ポルトガルの旗 | スペインの旗 | 1989年日本グランプリ (4輪) | オーストラリアの旗 | 39       | 4位        |
| 1989 | B188   | 19  | ナニーニ   | 6            | 3              | 8          | 4            | Ret                | DSQ        |              |              |            |                |              |              |                |              |                            |                    | 39       | 4位        |
| 1989 | B188   | 20  | ハーバート | 4            | 11             | 14         | 15           | 5                  | DNQ        |              |              |            |                |              |              |                |              |                            |                    | 39       | 4位        |
| 1989 | B188   | 20  | ピロ       |              |                |            |              |                    |            | 9            | 11           |            |                |              |              |                |              |                            |                    | 39       | 4位        |

- DSQは失格、DNQは予選不通過。
- カナダGPのナニーニはピットスタートの違反で失格。